# 洛滕巴赫河
51°26′16.5″N 7°16′53.1″E / 51.437917°N 7.281417°E
洛滕巴赫河（德語：Lottenbach），是德國的河流，位於該國西部，處於北萊茵-威斯特法倫州，屬於厄爾巴赫河的支流，河道全長3.8公里，流域面積6.9平方公里，發源自波鴻。